# Sempervivum altum
Sempervivum altum és una espècie de planta amb flors de la família de les crassulàcies (Crassulaceae) del gènere Sempervivum.

## Descripció
Sempervivum altum creix com una roseta força solta amb un diàmetre de 2,5 a 4 cm. Les fulles són lanceolades cap per avall de color verd clar i tenen una punta brusca. Les fulles exteriors tenen una punta escarlata sorprenent quan s'exposen a la llum solar. La fulla té uns 19 mm de llarg, 8 mm d'ample i uns 3 mm de gruix.
Les tiges florals fan una llargada de 12 cm. Té fulles allargades d'uns 20 mm de llargada i 8 mm d'amplada. Tenen entre 12 a 13 flors amb un diàmetre de fins a 3 cm. Els seus sèpals estan estesos. Els pètals de color vermell i morat fan uns 12 mm de llarg i 3 mm d'amplada. Són de quilla verda. Els nectaris són vermells, les anteres són de color vermell ataronjat i l'estil és vermell.
L'època de floració és el juny.

## Distribució i hàbitat
Sempervivum altum està molt estès a Geòrgia al Caucas. És una planta perenne suculenta i creix principalment al bioma subalpí o subàrtic.

## Taxonomia
Sempervivum altum va ser descrita per William Bertram Turrill i publicat a Izvestiya na Bulgarskoto Botanichesko Druzhestvo vii.: 126, a l'any 1936.
Etimologia
Sempervivum: nom compost per a dues paraules llatines Semper ("sempre") i vivus ("vivent"). Són Sempervivum a causa de ser plantes perennes que mantenen les fulles a l'hivern, i ser força resistents a condicions dificultoses de creixement.
altum: epítet llatí que significa "alt" i fa referència a l'aparició de l'espècie a gran altitud.